# Natascha Emanuels
Adeline Lucia (Natascha) Emanuels (Amsterdam, 25 september 1939 – aldaar, 12 mei 2018) was een Nederlands cabaretière. Ze was een halfzus van Zillah Emanuels.
Zij maakte naam met haar Vrouwencabaret. Ze doorbrak taboes door in de jaren zeventig als eerste vrouw naakt op te treden op een Nederlands podium, en later door te schrijven over alzheimer.
Emanuels deed ervaring op bij het revue-gezelschap van Rens van Dorth en het Haarlemse cabaret van Fiet Koster en Frans Koster. Ze danste en zong begin jaren zestig in verschillende dans- en cabaretgroepjes in binnen- en buitenland. Ze volgde toneellessen in Engeland en trad op in theaterproducties en in de televisieserie Emergency Ward-10 onder het pseudoniem Natascha Manu.
Daarna speelde Emanuels onder meer in de eerste versies van Hair en Oh! Calcutta! in Nederland. Na deze (naakt)rollen ging ze een andere kant op toen ze Vrouwencabaret startte met haar toenmalige partner Els Korver. Ze werd feministe en stelde in haar voorstellingen op humoristische en kritische wijze de ondergeschikte positie van de vrouw aan de kaak.
Vrouwencabaret ging in 1982 over in het Cabaret Natascha Emanuels, waarmee ze ook solovoorstellingen deed.
Emanuels zat in de jury van het Leids Cabaret Festival. Ze regisseerde cabaret- en toneelgroepen. Daarnaast was ze mentor voor nieuwe talenten zoals haar ontdekking Paul de Leeuw. Ook speelde ze zelfgemaakte soloprogramma's over Billie Holiday en Chet Baker.
In 2006 schreef Emanuels het boek Afscheid van Amalia. In dagboekvorm vertelt ze hierin over het ziekteproces van haar moeder, die aan alzheimer leed. Twee jaar later bleek zij zelf hier ook aan te lijden.
Vriendin Cilly Dartell, die jaren in het Vrouwencabaret speelde, zorgde de laatste jaren voor haar.

## Film
- Fietsen naar de maan (1963) als feestganger

## Voorstellingen
- Music Hall / Say Cheese!, musical, 1962 (als speler)
- Fietsen Naar De Maan, film, 1963 (als speler)
- Reconstructie, opera, 1969 (als speler)
- Shaffy Verkeerd, theatershow, 1969 (als speler)
- Hair, musical, 1970 (als speler)
- Oh! Calcutta!, musical, 1971 (als speler)
- Vrouwen, Vrouwen, Vrouwen, cabaret, 1971 (als auteur, producent en speler)
- En De Vrouw Die Kiest Een Heer, cabaret, 1973 (als producent en speler)
- Zeg Het Met Vrouwen, cabaret, 1972 (als musicus, producent en speler)
- Een Vrouw Is Ook Een Mens, cabaret, 1977 (als speler)
- Een Traan Voor Elke Roos, cabaret, 1977 (als auteur, producent en speler)
- Medianeuroze, cabaret, 1980 (als auteur, producent en speler)
- Ik Pak M'n Boeltje Bij Mekaar En Ga M'n Eigen Weg, musical, 1981 (als producent en speler)
- Dag, cabaret, 1984 (als auteur, producent en speler)
- De Balans, cabaret, 1986 (als producent en speler)
- Natascha On Holiday, cabaret, 1988 (als producent en speler)
- De Avonturen Van S. Gaaikema, cabaret, 1990 (als regisseur)
- Happy Days Are Here Again, cabaret, 1992-1994  (als regisseur)
- Vreemdganger, toneel, 1999 (als regisseur)
- I'll Remember You, Chet Baker, theatervoorstelling, 2000 (als auteur, producent en speler)
- LeF, cabaret, 2001 (als regisseur)
- Russen, film, 2004 (als speler)